# شینز پارک، نیو ساوت ولز
شینز پارک (به انگلیسی: Shanes Park) یک حومه شهر در استرالیا است که در نیو ساوت ولز واقع شده‌است.